# Барреда, Габино
Габино Барреда (исп. Gabino Barreda; 19 февраля 1818, Пуэбла-де-Сарагоса — 10 марта 1881, Мехико) — мексиканский врач, педагог, физик, общественный деятель, организатор системы образования и философ

, ориентированный на французский позитивизм.

## Биография
Получил медицинское и юридическое образование: изучал юриспруденцию в Колледже Св. Илдефонса в Мехико и, после участия в американо-мексиканской войне (1846—1848), когда он защищал свою страну добровольцем, медицину в Париже (1847—1851). Там, ещё до своих первых публикаций по философии, он познакомился с доктриной позитивизма Огюста Конта, посещая лекции французского мыслителя, и стал одним из самых последовательных сторонников этих взглядов.
По возвращении в Мексику в 1851 году он выступил основоположником местной школы позитивизма, и организовал здесь Общество сторонников позитивизма, став его первым руководителем. Руководил кафедрами медицинской философии, естественной истории и общей патологии в Медицинской школе Мехико, затем преподавал в Гуанахуато (1863—1867) до падения империи Максимилиана.
Противник господства Католической церкви во всех сферах жизни, Барреда выступал за развитие концепции просвещения необразованных народных масс. В 1867 году он был приглашён президентом Бенито Хуаресом в либеральное правительство, где ему поручили проведение реформы системы образования. Он стал одним из авторов проекта закона 1867 года, провозгласившего обязательное и бесплатное начальное обучение и возглавил образовательную комиссию, где мог реализовать в высшем образовании идеи позитивизма Конта, в которых видел средство реорганизации мексиканского общества. Комиссия учредила Национальную подготовительную школу (Escuela Nacional Preparatoria, ENP) при Национальном автономном университете в Мехико, директором которой он работал в течение десяти лет.
Поскольку Барреда был тесно связан с Хуаресом и его преемником Себастьяном Лердо де Техада, режим Порфирио Диаса вынудил его уйти со своей позиции в подготовительной школе в 1878 году, однако в утешение отправил послом в Германской империи — пост престижный, но далёкий от Мексики. Барреда оказал влияние на многих мыслителей-традиционалистов во время порфирианского режима (см. Сьентификос).
Похоронен в Ротонде выдающихся деятелей в Мехико. По сей день он признан важной фигурой в области образования в Мексике, одним из отцов Национального автономного университета Мексики, и в его честь названа медаль бакалавриата для лучших студентов.

## Сочинения
- De la educación moral. México, 1863;
- Oración cívica. México, 1867;
- Opósculos, discusiones y discursos. México, 1877.